# Hyalis
Hyalis es un género de plantas herbáceas de la familia de las asteráceas.  Comprende 5 especies descritas y 2 aceptadas. Es originario de Sudamérica.

## Taxonomía
El género fue descrito por D.Don ex Hook. & Arn. y publicado en Companion to the Botanical Magazine 1: 108. 1835.

## Especies
- Hyalis argentea D.Don ex Hook. & Arn.
- Hyalis lancifolia Baker